# Сидни (Индијана)
Сидни (енгл. Sidney) град је у америчкој савезној држави Индијана.

## Демографија
По попису из 2010. године број становника је 83, што је 85 (-50,6%) становника мање него 2000. године.
| Група             | 2000.       | 2010.      |
| Белци             | 165 (98,2%) | 80 (96,4%) |
| Афроамериканци    | 0 (0,0%)    | 0 (0,0%)   |
| Азијати           | 0 (0,0%)    | 0 (0,0%)   |
| Хиспаноамериканци | 1 (0,6%)    | 3 (3,6%)   |
| Укупно            | 168         | 83         |